# Эриксон, Милтон
Милтон Э́риксон (англ. Milton Erickson; 5 декабря 1901, Аурум, Невада — 25 марта 1980, Финикс, Аризона) — американский психиатр и психотерапевт. Специализировался на медицинском гипнозе.
Милтон Эриксон получил мировое признание как крупнейший психотерапевт-практик. Его подход к изменённым состояниям сознания лёг в основу целого направления, известного как эриксоновский гипноз. Его психотерапевтическая модель стала одной из основ нейролингвистического программирования.
Идеи, методы и техники, созданные Эриксоном, в настоящее время занимают важное место в современной психотерапии и оказывают заметное влияние на многие науки, которые так или иначе связаны с человеком.

## Биография
В детстве Милтон был достаточно необычным ребёнком — например, говорить он начал только в четыре года. В школе его звали Словарь, поскольку он часто, долгими часами, читал словарь, не понимая, что слова находятся в алфавитном порядке. Поэтому ему приходилось читать словарь пока ему не встречалось нужное слово. Из-за подобных странностей в поведении в детстве его считали умственно отсталым. Впоследствии он перенёс полиомиелит и оказался прикованным к инвалидному креслу. Не желая всю жизнь провести в таком состоянии, он выработал собственную систему, позволившую ему полностью выздороветь. Именно методы, которые он использовал, избавляясь от собственного недуга, позволили создать новое направление в психотерапии — эриксоновский гипноз, основанный на погружении в транс и использовании особого гипнотического языка, отличающегося яркостью и образностью.
Милтон Эриксон от рождения был лишен правильного цветоощущения, не различал звуки по высоте и был не способен воспроизвести музыкальную мелодию. В детстве страдал от нарушения процесса чтения и дислексии. Несмотря на то, что в семнадцатилетнем возрасте он перенёс полиомиелит, благодаря разработанной им самим программе реабилитации смог вести полноценную жизнь. Однако в пятьдесят лет у него развился постполиомиелитный синдром, и в последние годы жизни Милтон был прикован к инвалидному креслу, его мучили постоянные сильные боли и он был частично парализован.
Впоследствии Милтон Эриксон — доктор медицины, основатель и первый президент Американского общества клинического гипноза (англ. American Society for Clinical Hypnosis), адъюнкт-профессор Университета Уэйна. Был членом Американской психиатрической ассоциации, Американской ассоциации психологии (англ. American Psychological Association), Американской ассоциации психопатологии (англ. American Psychopathological Association), был членом Американской ассоциации психиатров. С его именем связано основание Фонда обучения и исследований при Американском обществе клинического гипноза.

## Гипноз
В 1936 году Милтон Эриксон написал статью, в которой изложил результаты своего эксперимента с тестом словесных ассоциаций, суть которого состоит в том, что человек бессознательно дает ассоциативную связь на стимульное слово теми словами, которые описывают его проблему. Например, на стимульное слово «живот» испытуемая дала такие слова: большой, беспокойство, младенец, бояться, операция, болезнь, забыто. И это была информация о её нежелательной беременности, которую она не помнила. Используя некоторую обратную логику, Эриксон понял, что психотерапевт мог бы обратить весь процесс и послать замаскированное сообщение клиенту в виде рассказа. Именно тогда у него возникла идея создания особого языка гипноза, в котором внушение проводится мягко, «без насилия» минуя сознание пациента. Составляющими этого гипнотического языка является поэтичность и образность, разноплановость подаваемой информации для Сознательного и Бессознательного, бережность и уважение желаний пациента.

М.Эриксон — «Мой голос может превратиться в звук, который ты захочешь услышать. В пение птиц, шум ветра, шорох листьев, гул водопада…»

Милтон Эриксон практиковал состояние транса, которое позже в его честь назвали «эриксоновским гипнозом».
Его метод гипноза отличается от классического своей недирективностью: терапевт не даёт клиенту инструкций и указаний, а помогает ему войти в особое состояние — транс, когда человек бодрствует и может активно общаться с терапевтом. В более поверхностное состояние можно ввести практически любого человека (если он не страдает рядом заболеваний — поражениями ЦНС, психическими расстройствами и т. д.). В этом состоянии человек смещает фокус внимания из внешней среды «внутрь себя», концентрируется на своих внутренних переживаниях и на время перестаёт воспринимать окружающую реальность. Внешне это выглядит так, будто он «находится не здесь»: взгляд обращён «внутрь себя», дыхание замедлено, тело расслаблено. Эриксон считал транс естественным состоянием человека, необходимым ему для обработки внутреннего опыта.
Милтон Эриксон говорил, что большая часть нашей жизни определяется бессознательным. Это значит, что весь опыт переживаний человека, накопленный до настоящего момента, влияет на его поведение, образ мыслей и чувства. Он также верил в способность людей изменяться, используя собственный накопленный опыт, о котором они даже не подозревали. По Эриксону изменения бессознательного могут происходить, например, при получении нового и важного опыта, при обучении новому, при встрече с такими людьми, которые производят на вас сильное впечатление. Одним из главных элементов терапии Эриксона были так называемые обучающие рассказы, которые он рассказывал своим пациентам, находящимся в состоянии транса. Это остроумные и содержащие важный смысл для пациента истории, часто это были истории из жизни самого Эриксона и его семьи, которые представляют собой прекрасные примеры искусства убеждения. Некоторые из этих рассказов можно прочитать в книге М. Эриксона «Мой голос останется с вами…»
Широчайшие возможности открывает эриксоновский гипноз в психотерапевтической медицине. Обычные психотехники повышают свою эффективность во много раз, если они проведены в состоянии транса. Это становится возможным потому, что в таком состоянии отсутствует контролирующая роль сознания, тормозящая или даже блокирующая процесс. Основываясь на этом феномене, можно работать с психосоматическими расстройствами, в основе которых лежит тяжёлое невротическое расстройство и с которыми в нормальном состоянии сознания больной просто не в силах справиться. Состояние транса дает возможность выборочно работать со здоровыми слоями психики, не затрагивая поврежденные, тем самым постепенно «выращивая» необходимые ресурсы здоровья. Использование гипноза как усилителя терапевтического действия помогает врачу работать во много раз эффективнее.
Милтон Эриксон написал несколько книг, самой известной из которых является книга «Мой голос останется с вами», которая по существу представляет собой сборник психотерапевтических историй. Широко известны и некоторые другие книги — «Стратегия психотерапии» и «Человек из Февраля. Гипнотерапия и развитие самосознания личности», написанная совместно с Э. Росси, а также «Гипнотические реальности: Наведение клинического гипноза и формы косвенного внушения».

## Книги
на русском языке
- Эриксон М. Г. Мой голос останется с вами: Обучающие истории Милтона Эриксона = My voice will go with you / [Пер. с англ.]; авт. предисл. Л. Хоффман; изд. и коммент. С. Розена. — СПб.: Петербург-XXI век, 1995.
- Эриксон М. Г. Человек из февраля: Гипнотерапия и развитие самосознания личности / Милтон Г. Эриксон, Эрнест Л. Росси; пер. с англ. Е. Л. Длугач. — М.: Независимая фирма «Класс», 1995.
- Эриксон М. Гипнотические реальности: Наведение клинического гипноза и формы косвенного внушения / Милтон Эриксон, Эрнест Росси, Шейла Росси; пер. с англ. М. А. Якушиной под ред. М. Р. Гинзбурга. — М.: Класс, 2000.
- Эриксон М. Стратегия психотерапии = Strategy of the Psychotherapy : Избранные работы / [Авторизов. пер. с англ. и ред. Л. М. Шлионского.] — СПб.: Речь, 2002.
- Эриксон М. Семинар с доктором медицины Милтоном Г. Эриксоном: (Уроки гипноза) = Teachning Seminar with Milton H. Erikson, M.D. / Ред. и коммент. Джеффри К. Зейга; Пер. с англ. Т. К. Кругловой. — М.: Класс, 2003.